# Ozark (Alabama)
Ozark ist eine City im US-Bundesstaat Alabama. Das U.S. Census Bureau hat bei der Volkszählung 2020 eine Einwohnerzahl von 14.368 ermittelt. Die City liegt im Dale County und ist dessen County Seat („Verwaltungssitz“).

## Geographie
Ozarks geographische Koordinaten sind 31° 27′ N, 85° 39′ W (31,448169, −85,642009).
Nach den Angaben des United States Census Bureaus hat die Stadt eine Fläche von 89,3 km², wovon 88,7 km² auf Land und 0,6 km² (= 0,70 %) auf Gewässer entfallen.

## Geschichte
Das Gebiet um Ozark war ursprünglich Siedlungsgebiet der Muskogee. Der erste Weiße, der sich in Ozark niederließ und dessen Name bekannt ist, war 1822 John Merrick Sr., ein Veteran aus dem Amerikanischen Unabhängigkeitskrieg. Dort, wo heute die Downtown Ozarks liegt, baute er damals eine einfache Blockhütte. Zu seinen Ehren wurde die Stadt Merricks genannt. Der Name wurde im Jahr 1843 in Woodshop („Holzgeschäft“) geändert, um damit die örtliche Holzverarbeitung zu betonen. Mitte der 1850er Jahre erhielt der Ort seinen heutigen Namen.
1826 zog der Geistliche Dempsey Dowling mit seiner Familie in das damalige Merricks und erbaute hier einige Jahre später die Claybank Log Church. Im Jahr 1856 wurde die Holzkirche in ihrer heutigen Form neu errichtet, womit sie einer der ältesten Holzbauten in der Region ist. 1841 eröffnete die erste Schule in der Stadt. Als im Jahr 1869 das Courthouse des Countys in Newton abbrannte, wurde eine Abstimmung durchgeführt, um einen neuen County Seat zu bestimmen, aus der Ozark siegreich hervorging. Die Stadt wurde am 27. Oktober 1870 als eigenständige City inkorporiert. Im gleichen Jahr erschien erstmals die lokale Wochenzeitung The Southern Star, die bis heute in Betrieb ist.

## Kultur und Sehenswürdigkeiten
Drei Bauwerke in Ozark sind im National Register of Historic Places („Nationales Verzeichnis historischer Orte“; NRHP) eingetragen (Stand 19. August 2021), das Samuel Lawson Dowling House, die Claybank Log Church und das J. D. Holman House.

## Demographie
Zum Zeitpunkt des United States Census 2000 bewohnten Ozark 15.119 Personen. Die Bevölkerungsdichte betrug 170,5 Personen pro km². Es gab 6955 Wohneinheiten, durchschnittlich 170,5 pro km². Die Bevölkerung Ozarks bestand zu 68,28 % aus Weißen, 28,30 % Schwarzen oder African American, 0,67 % Native American, 0,70 % Asian, 0,05 % Pacific Islander, 0,46 % gaben an, anderen Rassen anzugehören und 1,53 % nannten zwei oder mehr Rassen. 2,08 % der Bevölkerung erklärten, Hispanos oder Latinos jeglicher Rasse zu sein.
Die Bewohner Ozarks verteilten sich auf 6126 Haushalte, von denen in 31,4 % Kinder unter 18 Jahren lebten. 48,8 % der Haushalte stellten Verheiratete, 16,9 % hatten einen weiblichen Haushaltsvorstand ohne Ehemann und 30,9 % bildeten keine Familien. 27,7 % der Haushalte bestanden aus Einzelpersonen und in 10,6 % aller Haushalte lebte jemand im Alter von 65 Jahren oder mehr alleine. Die durchschnittliche Haushaltsgröße betrug 2,40 und die durchschnittliche Familiengröße 2,92 Personen.
Die Stadtbevölkerung verteilte sich auf 24,9 % Minderjährige, 8,5 % 18–24-Jährige, 26,0 % 25–44-Jährige, 24,7 % 45–64-Jährige und 15,9 % im Alter von 65 Jahren oder mehr. Das Durchschnittsalter betrug 39 Jahre. Auf jeweils 100 Frauen entfielen 87,8 Männer. Bei den über 18-Jährigen entfielen auf 100 Frauen 83,4 Männer.
Das mittlere Haushaltseinkommen in Ozark betrug 29.330 US-Dollar und das mittlere Familieneinkommen erreichte die Höhe von 38.633 US-Dollar. Das Durchschnittseinkommen der Männer betrug 30.236 US-Dollar, gegenüber 19.564 US-Dollar bei den Frauen. Das Pro-Kopf-Einkommen in Ozark war 15.984 US-Dollar. 19,0 % der Bevölkerung und 14,8 % der Familien hatten ein Einkommen unterhalb der Armutsgrenze, davon waren 27,0 % der Minderjährigen und 18,0 % der Altersgruppe 65 Jahre und mehr betroffen.

## Persönlichkeiten
- Quanesha Burks (* 1995), Weitspringerin